# カレル・クラマーシュ

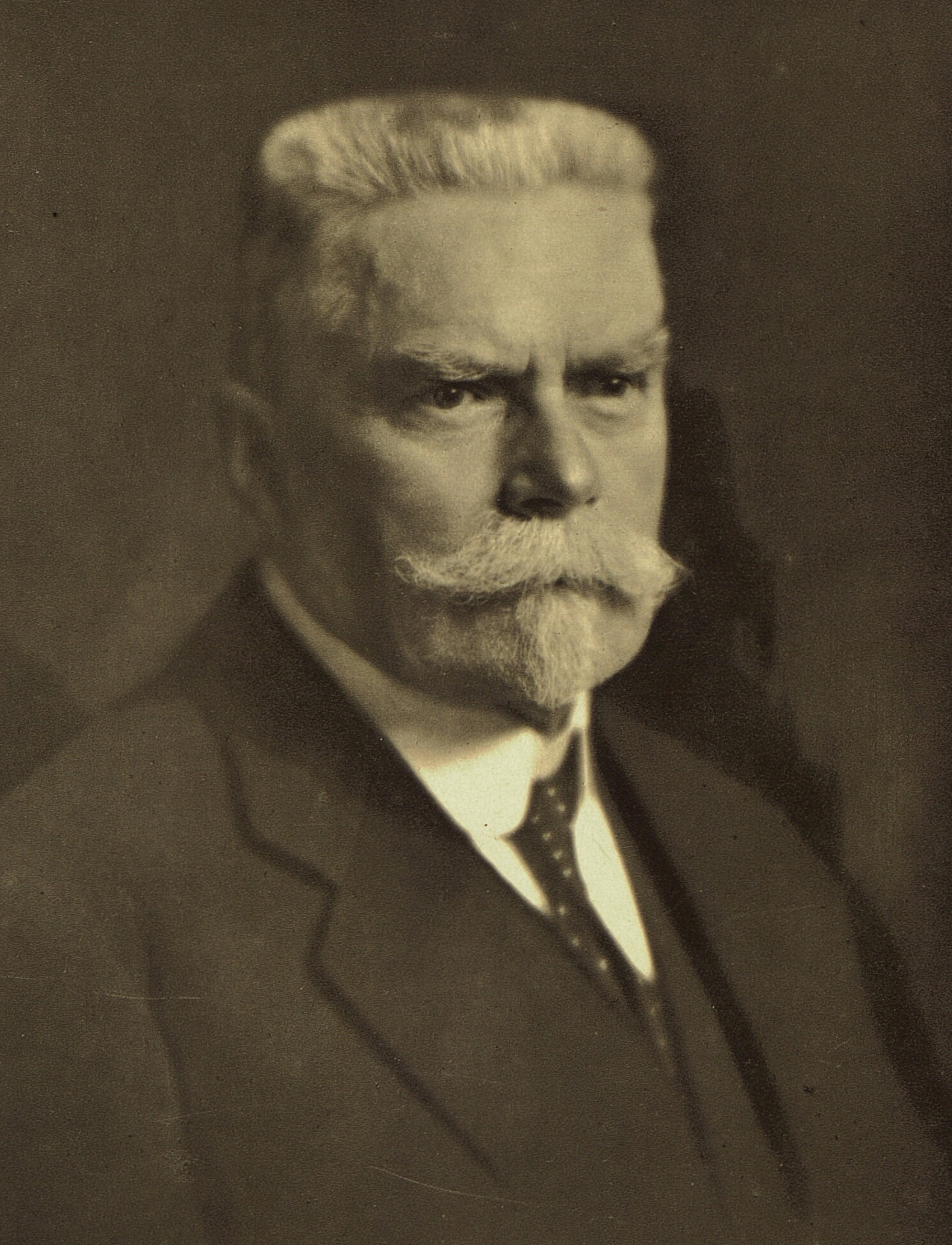
カレル・クマラーシュ

カレル・クラマーシュ（Karel Kramář、1860年12月27日 - 1937年5月26日）は、チェコスロバキアの政治家。首相（1918年 - 1919年）、国民民主党党首。
ボヘミア北部ヴィソケー・ナド・イゼロウ（Vysoké nad Jizerou）生まれ。第一次世界大戦前、青年チェコ党の指導者として、オーストリア＝ハンガリー帝国内におけるチェコ人の自治獲得を目指していた。大戦の間、対敵協力の容疑で15年の強制労働の判決を受ける（1917年、恩赦で解放）。国外で活動していたトマーシュ・マサリクらと協力し、チェコスロバキアの建国に貢献した。
1918年11月、チェコスロバキア初代首相に就任した。また1919年のパリ講和会議でチェコスロバキア代表を務めた。土地改革や失業問題をめぐって、主に社会民主党との対立を抱えていたクラマーシュ政権は、5月の食糧暴動への対応策の違いから、5月28日に崩壊した。

## 注
1. ↑  この時期クラマーシュは、無政府主義者アロイス・シチャストニーによる暗殺未遂に遭った。